# Дмитрук, Дмитрий Анатольевич
Дми́трий Анато́льевич Дмитру́к (род. 9 июня 1997, Санкт-Петербург) — российский футболист, защитник клуба «Коломна».

## Биография
Родился в Санкт-Петербурге. Футболом занимался в спортивных школах клубов «Русь» и «Тосно», а также «Нева» и «Алмаз-Антей».
В сентября 2019 года пополнил состав клуба «Дайнава». Однако уже в декабре 2019 года покинул его, не проведя ни одного матча.
В период с 2020 по 2021 выступал за любительский клуб «Ядро». В его составе стал бронзовым призёром чемпионата Санкт-Петербурга 2020 года.
В июле 2021 года после прохождения просмотра подписал контракт с литовским клубом «Невежис». 17 июля дебютировал в А Лиге, выйдя на 62-й минуте в матче против клуба «Хегельманн».
В январе 2022 года вернулся в «Ядро».
25 августа 2022 года перешёл в крымский клуб «Океан». В сезоне 2022 стал бронзовым призёром Премьер-лиги КФС.
В июле 2023 года присоединился к клубу «Электрон». 22 июля в матче против «Балтики-БФУ» дебютировал за клуб во Второй лиге (дивизион «Б»).
30 января 2024 года подписал контракт с вологодским «Динамо».
25 июля 2025 года перешёл в «Коломну».

## Статистика выступлений
| Выступление      | Выступление       | Выступление      | Лига | Лига | Кубки | Кубки | Итого | Итого |
| Клуб             | Лига              | Сезон            | Игры | Голы | Игры  | Голы  | Игры  | Голы  |
| ---------------- | ----------------- | ---------------- | ---- | ---- | ----- | ----- | ----- | ----- |
| Невежис          | А Лига            | 2021             | 12   | 0    | 0     | 0     | 12    | 0     |
| Невежис          | Итого             | Итого            | 12   | 0    | 0     | 0     | 12    | 0     |
| Электрон         | Вторая лига («Б») | 2023             | 17   | 2    | 1     | 0     | 18    | 2     |
| Электрон         | Итого             | Итого            | 17   | 2    | 1     | 0     | 18    | 2     |
| Динамо (Вологда) | Вторая лига («Б») | 2024             | 21   | 0    | 1     | 0     | 22    | 0     |
| Динамо (Вологда) | Итого             | Итого            | 21   | 0    | 1     | 0     | 22    | 0     |
| Коломна          | Вторая лига («Б») | 2025             | 2    | 1    | 1     | 0     | 3     | 1     |
| Коломна          | Итого             | Итого            | 2    | 1    | 1     | 0     | 3     | 1     |
| Всего за карьеру | Всего за карьеру  | Всего за карьеру | 52   | 3    | 3     | 0     | 55    | 3     |